# Сарм'єнто (парк)
Парк Сарм'єнто (ісп. Parque Sarmiento) — найбільший громадський парк в м. Кордові, столиці однойменної провінції Аргентини. Має площу понад 100 га.

## Опис
Розвиток південних передмість швидко зростаючої Кордови наприкінці XIX століття створив необхідність у новому зеленому просторі для цього району. Головний розробник нового району Мігель Крісоль найняв у 1889 році для цих цілей ландшафтного архітектора Шарля Тая. Прибувши до Кордови, Тай відразу задумав організувати простір на височині з видом на струмок Каньяда на заході й колоніальний кампус Національного університету Кордови на півдні. Це був перший з його більш ніж десятка амбіційних проектів із міського дизайну, які Тай реалізовував на території Аргентини до своєї смерті в 1937 році.
Роботи розпочалися 1890 року на території площею 17 гектарів. Парк був відкритий 1911 року на честь сторіччя з дня народження президента Аргентини Домінго Фаустіно Сарм'єнто, відомого своєю активністю в розвитку національної системи освіти. Парк зі своїм розарієм швидко здобув прихильність серед вищої прошарку аргентинського суспільства, а 1912 року Хуан Феррейра купив прилеглу до парку землю для будівництва свого помешкання у стилі неокласицизму.

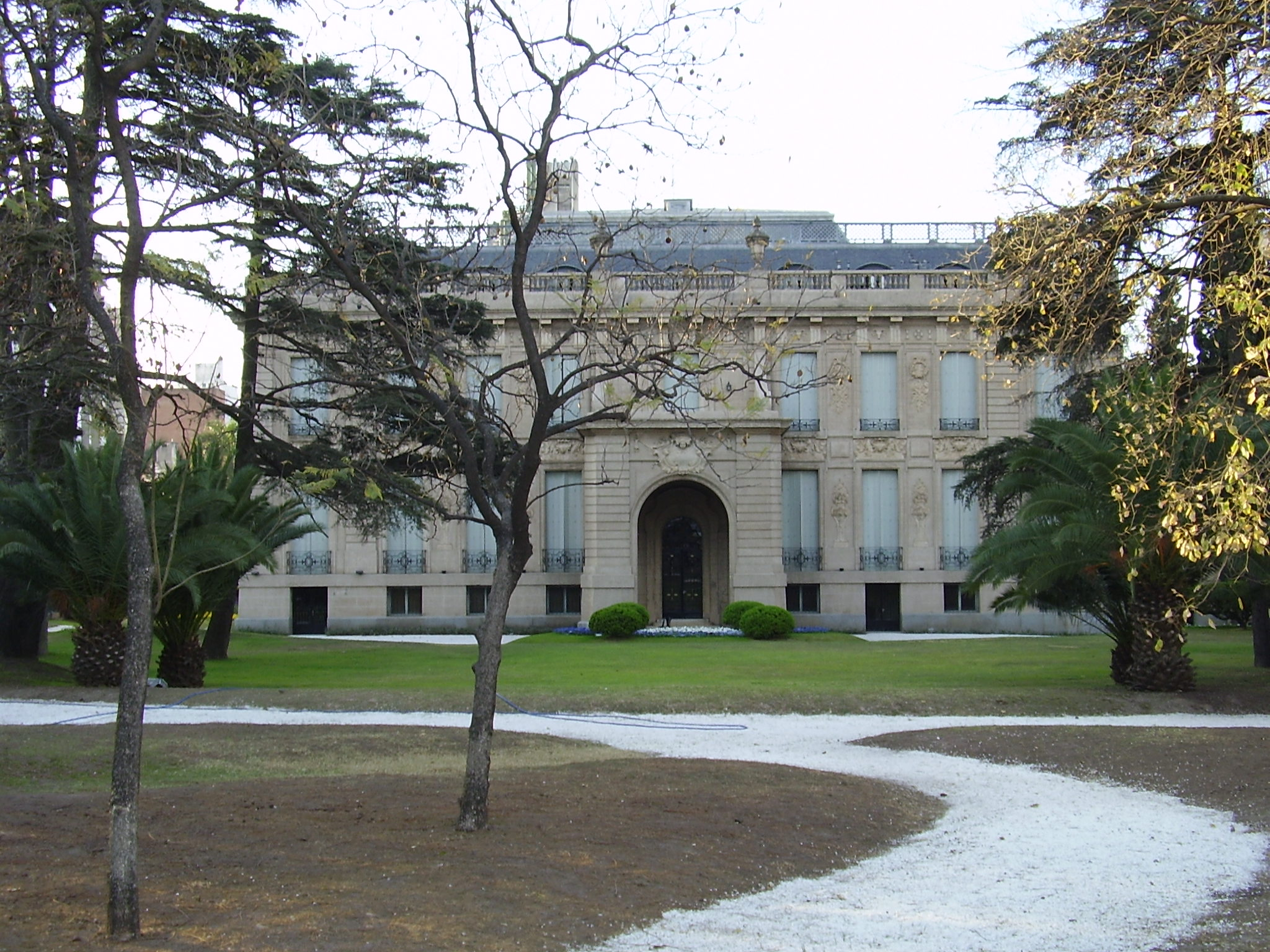
Палац Фреррейра
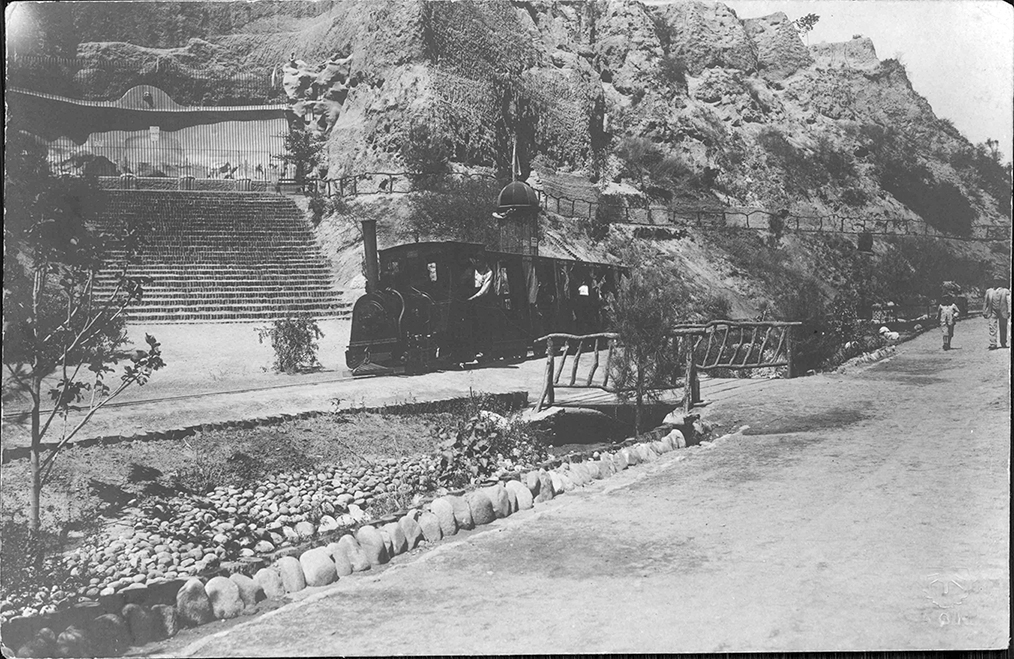
Зоопарк (1917)
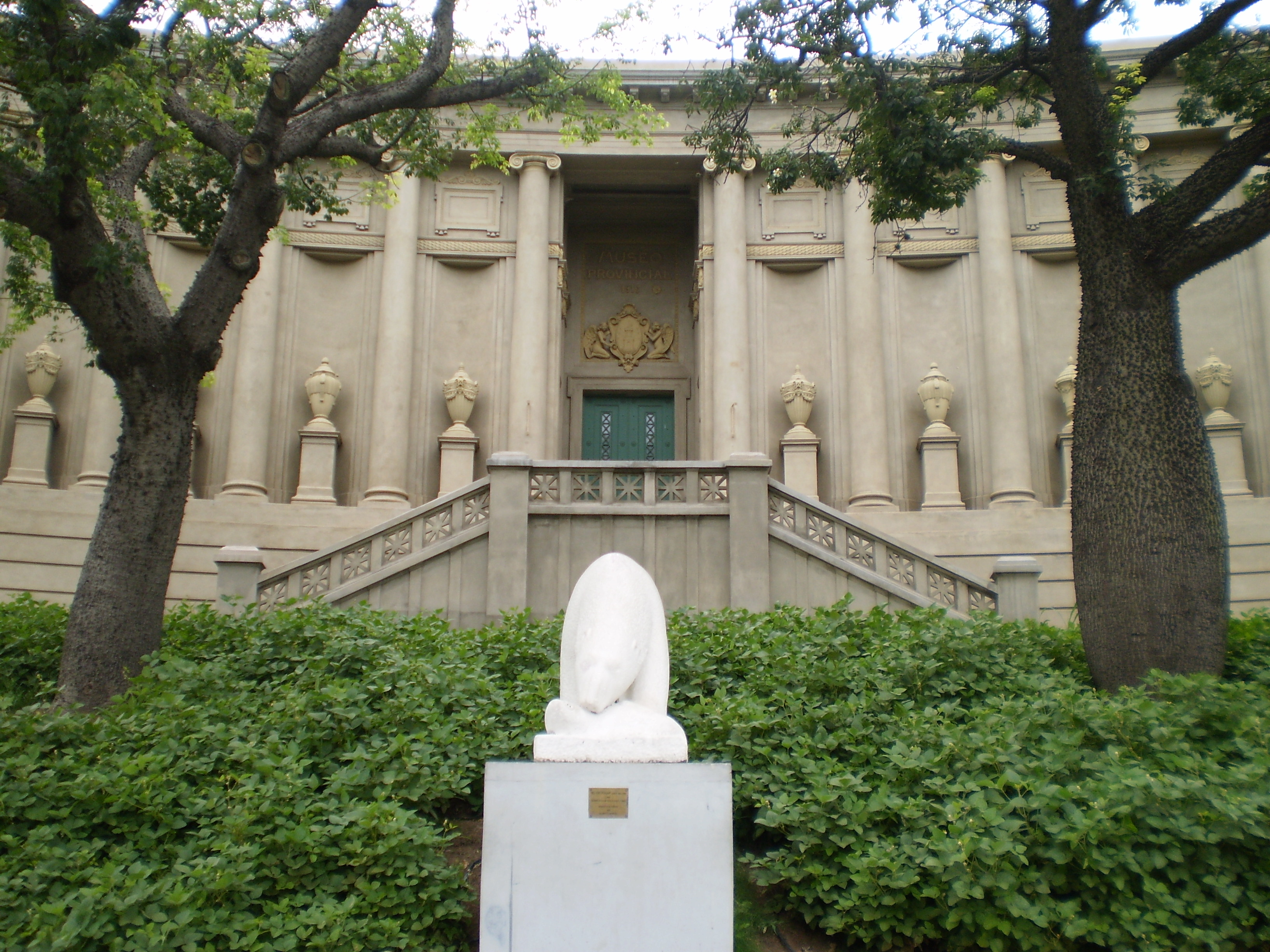
Музей ім. Караффи

Згодом у парку почали реалізовуватися й суспільні проєкти. Ініціатива німецького іммігранта Хосе Шерера призвела до створення на його території міського зоопарку в 1915 році. Того ж року місцеві меценати відкрили провінційний музей витончених мистецтв імені Еміліо Караффи (пізніше назву було змінено на честь художника Еміліо Караффи) з видом на парк, а 1918 року там з'явились басейн та амфітеатр. Також поблизу зоопарку було встановлено оглядове колесо, яке отримало назву Ейфелеве Колесо.
20 квітня 1930 року у парку було відкрито пам'ятник Данте Аліг'єрі, біля якого знаходиться оглядовий майданчик, звідки відкривається вид на місто.
1932 року у парку було відкрито Грецький театр під відкритим небом на 2000 місць, який досі використовується для проведення муніципальних заходів.
1968 року було відкрито Суперпарк — єдиний постійно діючий парк атракціонів у місті.
До 2000 року парк Сарм'єнто потерпав від подвійної проблеми: надвисокого використання й бюджетних обмежень. Проте подальша загальнонаціональна економічна реабілітація після кризи призвела до різкої зміни ситуації з парком. Зоопарк знову був відкритий у 2006 році після масштабної реконструкції, палац Феррейра був пристосований для створення Музею образотворчого мистецтва ім. Евіти в 2007 році, а вже існуючому музею ім. Караффи було надано нове крило. Місто охоче поставилося до створення Музею природничих наук у парку 2007 року.
2010 року у парку було споруджено Алею Двохсотріччя, присячену 200-річчю незалежності Аргентини. Вона складається з 201 різнокольорової арки, які містять інформацію про події з історії країни. У 2011 році на його території було відкрито 80-метровий Маяк двухсотиріччя.
2014 року на території парку було відкрито Культурний центр Кордови, де розташовуються виставкові зали, лекторії і архів.
2017 року парк отримав статус національної історичної пам'ятки.

## Галерея

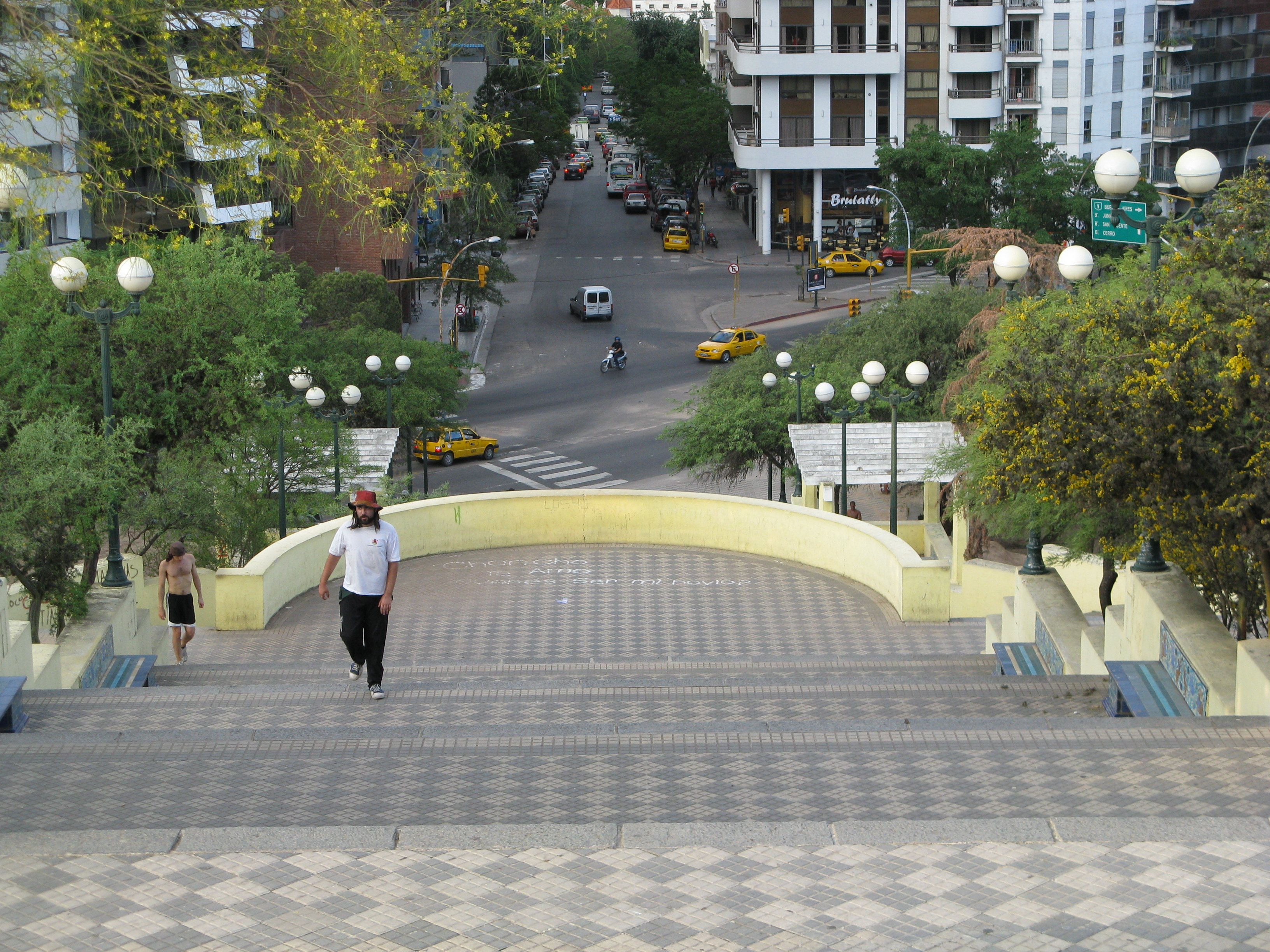
Вхід до парку
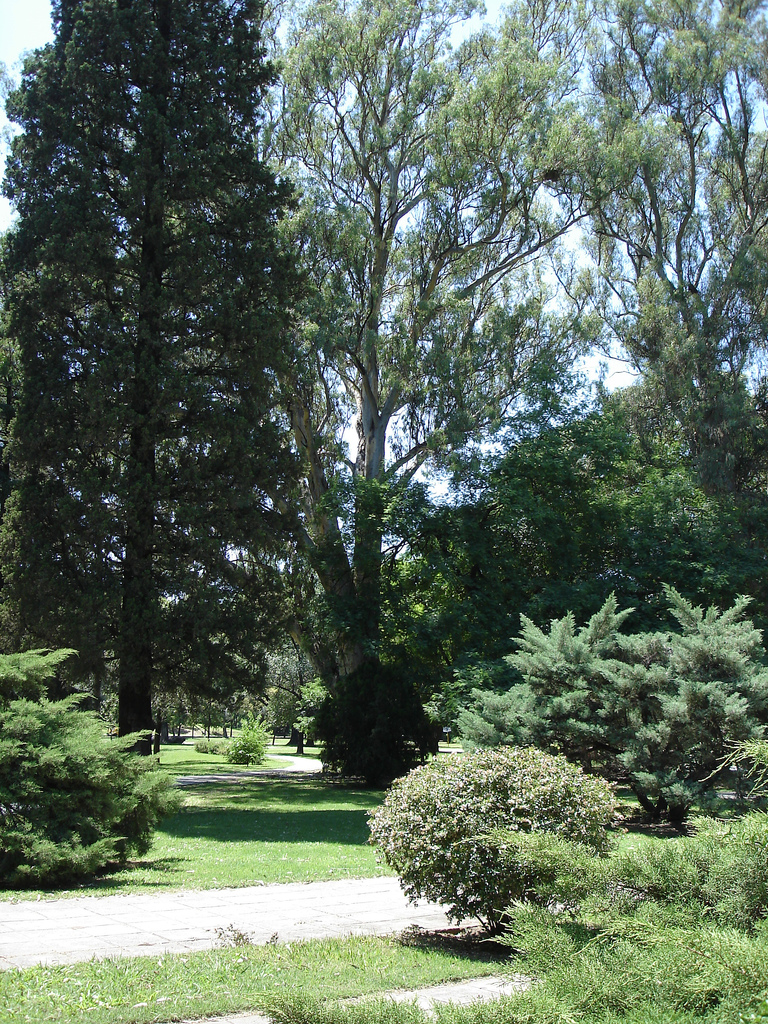
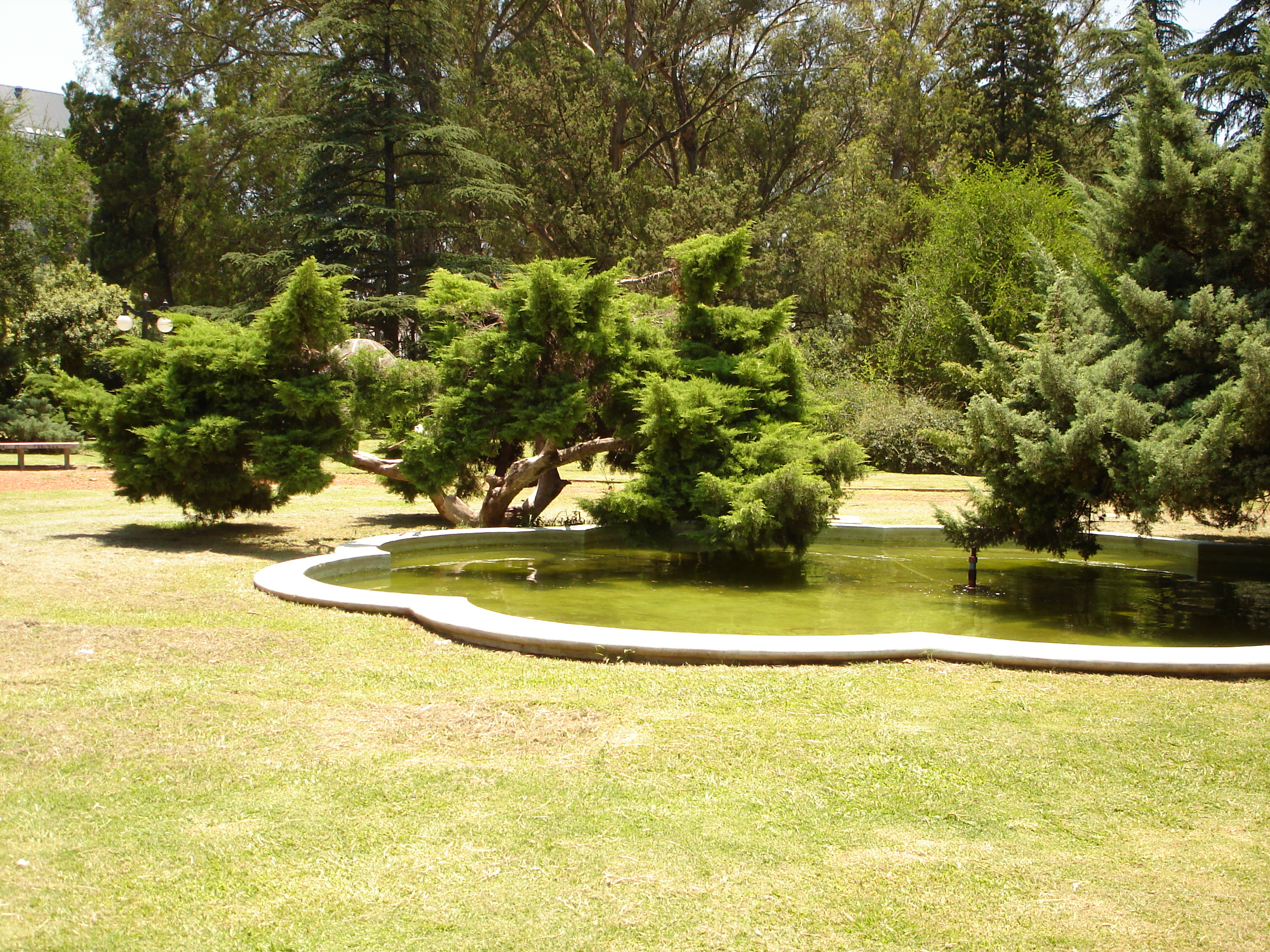
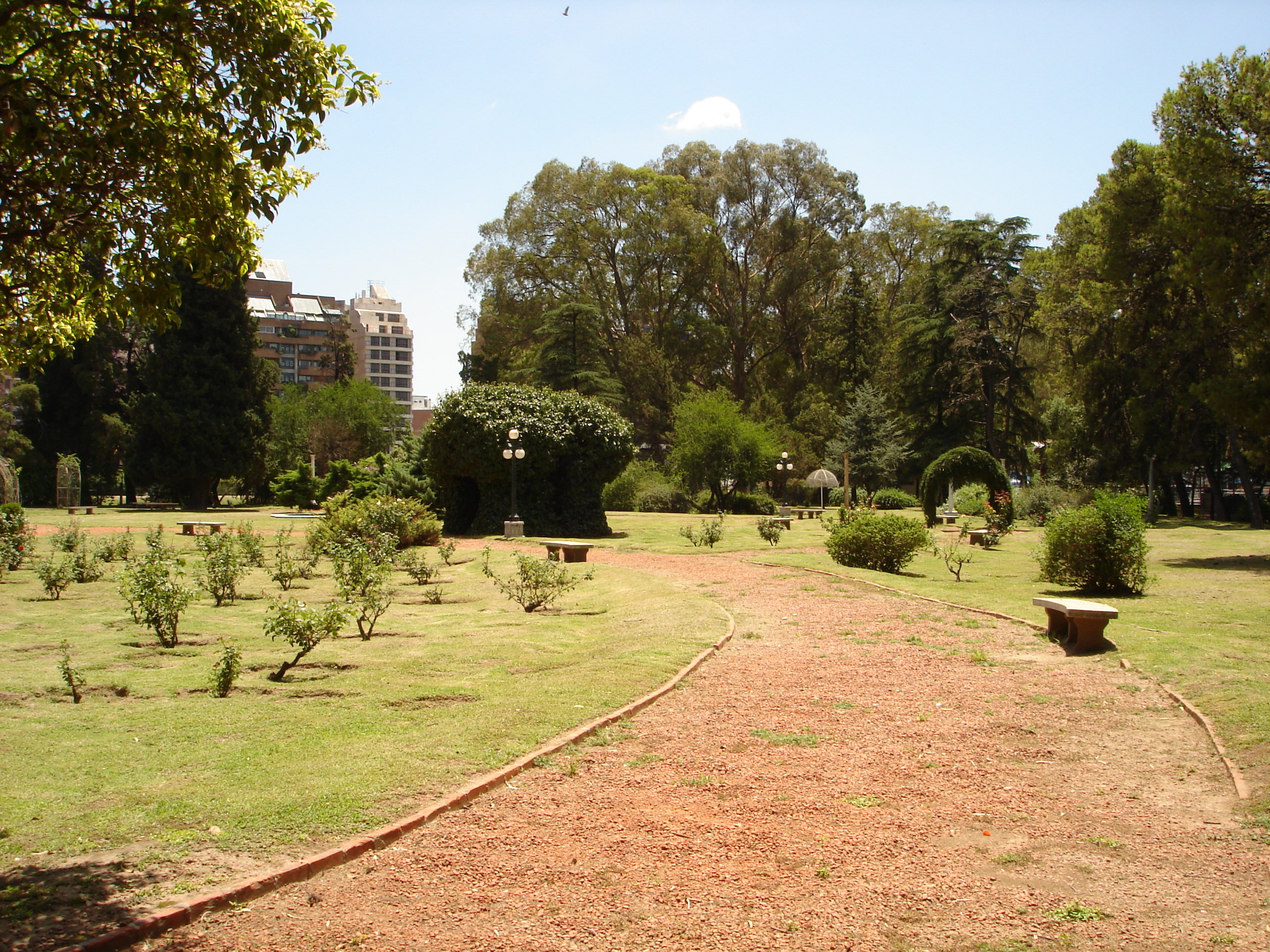
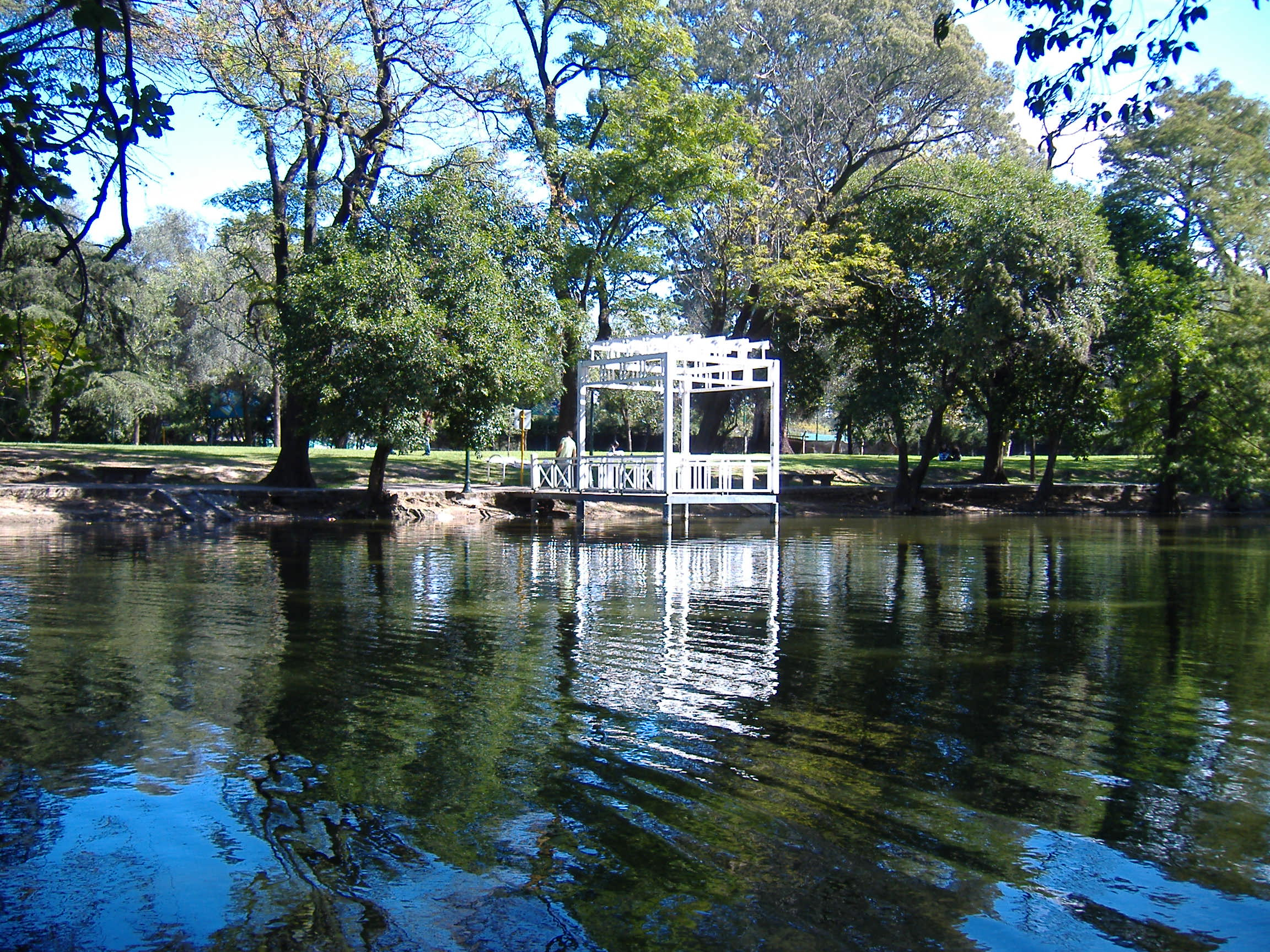
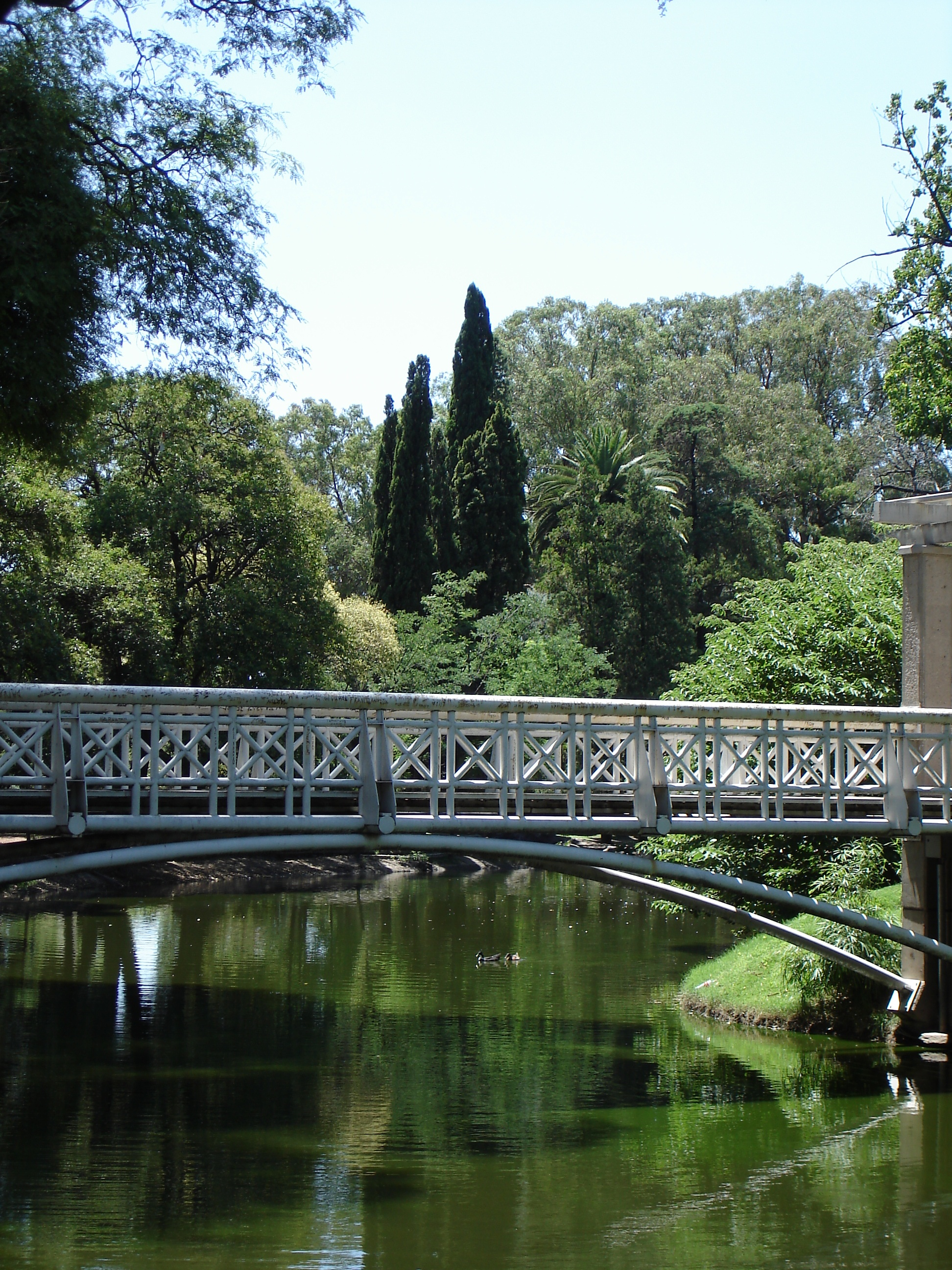
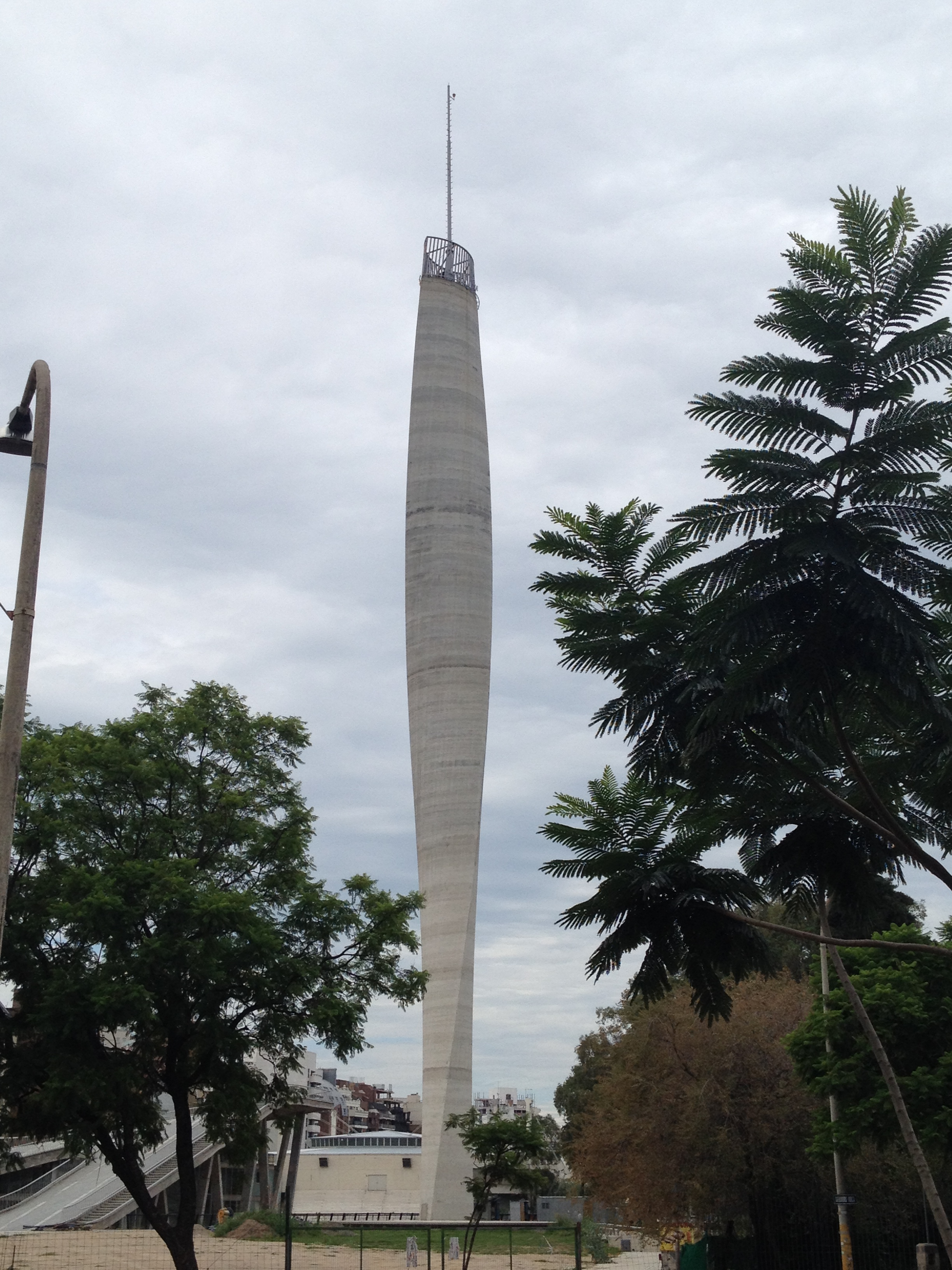
Маяк двухсотиріччя
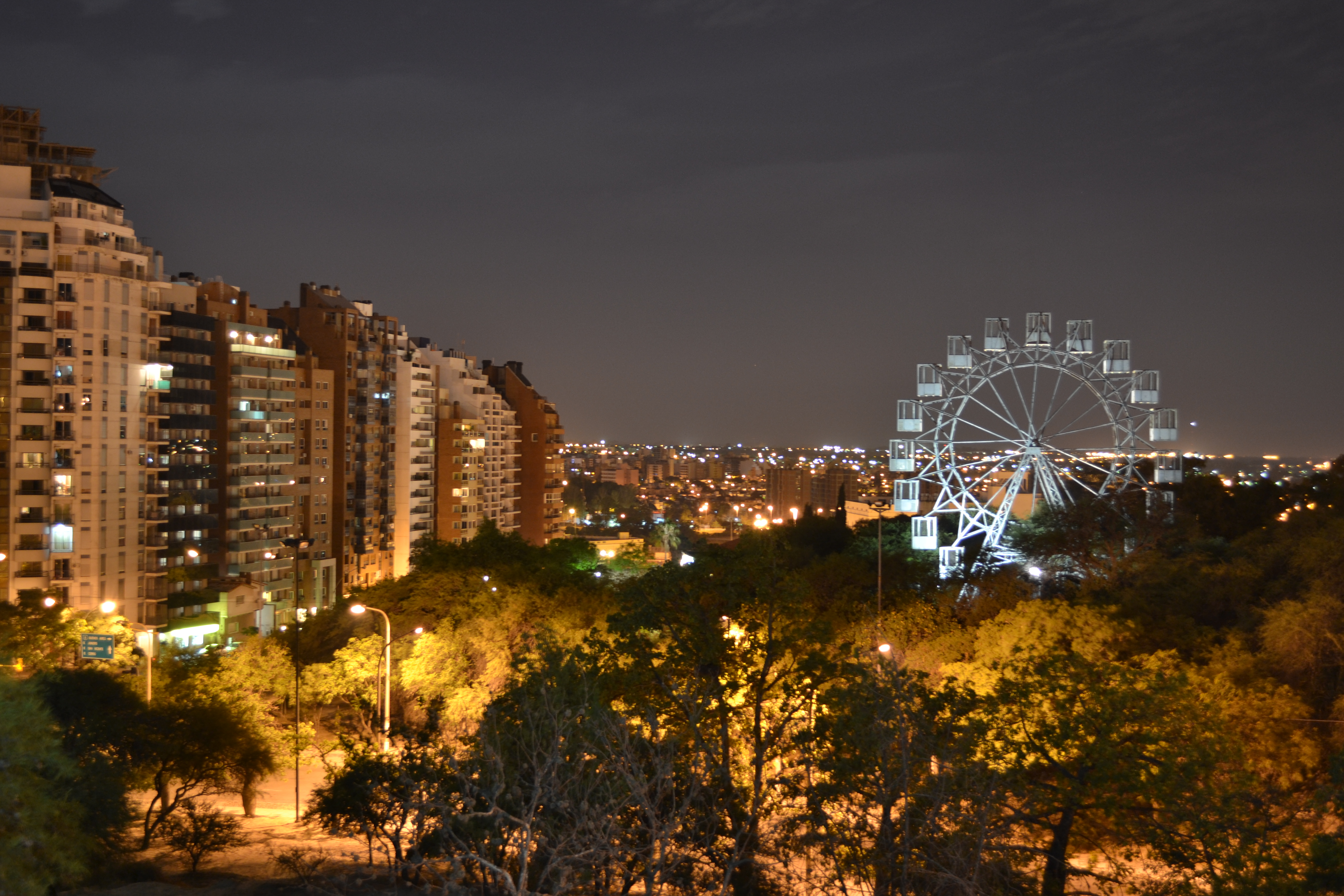
Оглядове колесо і вид на парк ввечері